# قلعه گلستان
قلعه گلستان یک قلعه باستانی در شهرستان گران‌بوی در کشور جمهوری آذربایجان است. این قلعه در دامنه رشته‌کوه مراوی و مرز با شهرستان‌های آغ‌دره و گران‌بوی جای گرفته است. این قلعه از جهت شرقی غربی و جنوب غربی توسط دره و پرتگاه، از ضلع شمالی با جنگل و از ضلع جنوب شرقی با شیب احاطه شده است. این قلعه در ساحل رود اینجه‌چای و ، در ارتفاع ۱۷۰۰ متری از سطح دریا واقع شده است. راه ورود قلعه از سمت جنوب‌شرقی است. درازای قلعه در جهت شرقی-غربی ۲۰۰-۲۵۰ متر و در جهت شمالی-جنوبی ۲۰-۲۵ متر است. عرض دیوار در شمال و غرب ۰.۸-۰.۹ متر و در دیوار جنوبی ۱.۵ متر است. گزارش شده است که یک جاده مخفی نیز وجود دارد که به رودخانه منتهی می‌شود.
برج‌های خاص این قلعه همچنان نگهداری شده است. به گفته محققان، تاریخ ساخت برج به دوره آلبانیای قفقاز بر می‌گردد. این بنا از سنگ‌های محلی ساخته شده است. این قلعه یک برج دفاعی مستحکم و مرکز پادشاهی محلی گلستان بود که در سده ۱۸ و ۱۹ میلادی وجود داشت. همچنین، پیمان گلستان در این قلعه امضا شد.